# Аймалабєк
Аймалабєк (рос. Аймалабек) — село Акушинського району, Дагестану Росії. Входить до складу муніципального утворення Сільрада Дубрімахінська.
Населення — 0 (2010).

## Населення
У селі переважає північнодаргинська мова.